# 1 Minute
1 Minute is een lied en single uit 2011 van de Vlaamse zangeres Natalia. Het op de Motown-sound geïnspireerde nummer is de titelsong van de langspeelfilm Groenten uit Balen van Frank Van Mechelen en werd door Natalia op 22 april 2011 in een studio opgenomen.

## Hitnotering

### VlaamseRadio 2 Top 30
| Hitnotering: 07-01-2012 t/m 05-05-2012 | Hitnotering: 07-01-2012 t/m 05-05-2012 | Hitnotering: 07-01-2012 t/m 05-05-2012 | Hitnotering: 07-01-2012 t/m 05-05-2012 | Hitnotering: 07-01-2012 t/m 05-05-2012 | Hitnotering: 07-01-2012 t/m 05-05-2012 | Hitnotering: 07-01-2012 t/m 05-05-2012 | Hitnotering: 07-01-2012 t/m 05-05-2012 | Hitnotering: 07-01-2012 t/m 05-05-2012 | Hitnotering: 07-01-2012 t/m 05-05-2012 | Hitnotering: 07-01-2012 t/m 05-05-2012 | Hitnotering: 07-01-2012 t/m 05-05-2012 | Hitnotering: 07-01-2012 t/m 05-05-2012 | Hitnotering: 07-01-2012 t/m 05-05-2012 | Hitnotering: 07-01-2012 t/m 05-05-2012 | Hitnotering: 07-01-2012 t/m 05-05-2012 | Hitnotering: 07-01-2012 t/m 05-05-2012 | Hitnotering: 07-01-2012 t/m 05-05-2012 | Hitnotering: 07-01-2012 t/m 05-05-2012 | Hitnotering: 07-01-2012 t/m 05-05-2012 |
| Week:                                  | 1                                      | 2                                      | 3                                      | 4                                      | 5                                      | 6                                      | 7                                      | 8                                      | 9                                      | 10                                     | 11                                     | 12                                     | 13                                     | 14                                     | 15                                     | 16                                     | 17                                     | 18                                     |                                        |
| -------------------------------------- | -------------------------------------- | -------------------------------------- | -------------------------------------- | -------------------------------------- | -------------------------------------- | -------------------------------------- | -------------------------------------- | -------------------------------------- | -------------------------------------- | -------------------------------------- | -------------------------------------- | -------------------------------------- | -------------------------------------- | -------------------------------------- | -------------------------------------- | -------------------------------------- | -------------------------------------- | -------------------------------------- | -------------------------------------- |
| Positie:                               | 27                                     | 21                                     | 15                                     | 9                                      | 6                                      | 4                                      | 4                                      | 5                                      | 8                                      | 11                                     | 14                                     | 15                                     | 20                                     | 24                                     | 27                                     | 28                                     | 29                                     | 30                                     | uit                                    |